# O・O・モローゾウ記念ハルキウ機械製造設計局
O・O・モローゾウ記念ハルキウ機械製造設計局（ウクライナ語: Харківське Конструкторське Бюро з Mашинобудування ім. О.О. Морозова；略称:ХКБМ；KhKBM）は、ウクライナのハルキウにある国営の会社であり、T-80、T-84を含む主力戦車と主発動機の設計を行った。単純に、モロゾフ設計局とも呼ばれ、略号でKMDBと記述される。BT戦車のシリーズや、T-34、T-55、T-64を含む重要なソ連のAFVの開発責任を負っていた。V・O・マールィシェウ記念工場と密接な関係がある。現在は国営企業のウクロボロンプロムの傘下となっている。

## 歴史
KMDBは、ウクライナ・ソビエト社会主義共和国のハルキウにある、ハルキウ機関車工場コミンテルン(KhPZ、現V・O・マールィシェウ記念工場)の戦車設計部門から、1927年に始まった。この工場は、T-12やT-24の軽戦車の生産を行っていた。1930年代に、設計部門は、T2K戦車設計局として独立するように指示され、BT戦車のシリーズに関する仕事を行った。
1936年、工場が再配置され、「第183工場」と「KB-190」設計局となった。工場は、多砲塔のT-35重戦車の少数生産を行い、開発支援のため別の設計局(KB-35)を所有していた。
1937年、BT戦車の後継のために、ミハイル・コーシュキンの監督の元、独立の設計局が創設された。コーシュキンは彼に与えられた設計の限度を突き進めた結果、第二次世界大戦において最も生産され、最良と評価される戦車の1つである、T-34に結びついた。T-34の系列の生産は1940年6月にハルキウで始まり、後には、スターリングラードのトラクター工場と、ソルモウォ造船工場で行われた。同じ年、コーシュキンは死亡し、アレクサンドル・モロゾフが、T-34主設計局(GKB T-34)の主設計長となり、彼の人生の残りの36年間その地位を保持した。
1939年、ハルキウ戦車設計局は、第520部と呼ばれる一つの組織に統合された。1941年ドイツ軍の侵攻に伴い、工場と設計局はウラル山脈へ疎開した。工場は、ニージュニイ・タギールのウラル車輌工場(現ウラルヴァゴンザヴォート)と統合され、第183ウラル戦車工場となった。
T-34と改良型のT-34-85に設計の向上と生産が集中される中、戦争期間中、新しい設計も続けられた。T-44は1945年、ハルキウ工場を再占領した際に生産が行なわれ、T-54の最初の試作品が作られた。
戦争が終了した後、工場を徐々にウクライナ(現在の第75ハルキウ・ディーゼル工場)へ移設する計画が行なわれた。T-54の生産は、1947年～1948年の間ウラルとハルキウで開始され、1951年のハルキウのKB-60M設計局の創設と供に移設が終了した。
終戦後の、モロゾフは、T-54/55の更なる向上をウラル車輌工場にあるカルツェフ設計局に移管し、後に、T-64となる次世代の主力戦車の開発を始めた。この設計により、アレクサンドル・モロゾフはレーニン勲章を受けた。
1957年、第75工場は、マールィシェフ記念工場と改名され、戦車のエンジンの組み立てと、後にT-54、T-55 (1958年に最も製造された戦車)、T-64(1967年)の製造を行なった。T-64は、レニングラードのキーロフ工場とウラル車輌工場で組み立てられた。1960年代、設計局は、OT-54、OT-55火炎放射器戦車を設計し、生産は、オムスク輸送機器製造工場(Omsk Transport Machine Construction Plant)で行なわれた。
1966年、戦車設計局(第60部)と試作戦車製造所(第190製造所)は、ハルキウ機械製造設計局(Kharkiv Machine Building Design Bureau、KMDB)に統合された。アレクサンドル・モロゾフの死後、1979年にその設計局の名前は彼の栄誉をたたえて名称を変更した。
KMDBは、ガスタービンエンジンを搭載したT-80を、ディーゼルエンジンに変更した派生形である、T-80UDを1985年に設計した。

## 生産
ソビエト連邦の崩壊後、KMDBとマールィシェウ工場は、ウクライナの主力戦車の設計と製造を行なう会社となったが、ロシアの設備、特に、ニージュニイ・タギールのウラル車輌工場で製造される部品に大きく依存していた。1996年、ウクライナとパキスタンは320台のT-80UD戦車を6.50億ドルでの売買契約を結んだ。受け渡しは、政治的要因も含めた、補給の問題により妨害された。ウクライナは、製造能力の増強を行い、契約は1999年に完了した。部品の完全な国産化を進めた結果、パキスタンへ輸出したT-80UDは実質的にT-84仕様の車輌となった。
KMDBは、パキスタンのアル・ハリド戦車を動力装置(エンジンとトランスミッション)を含んで供給し、アル・ザラール戦車の改良を手助けした。
T-84は、1999年ウクライナ軍に採用され、2001年に改良型のオプロートが採用された。戦車は積極的に輸出用に売買されており、ロシアの反撃用のシステムやフランスの火器管制システムと接続可能となっている。ヤタハーンは、対戦車誘導ミサイルと同様にNATOの弾薬を使用できるように自動装填機能付きの120mm戦車砲を採用した進化を遂げた。これらの戦車は、ギリシア、トルコ、マレーシアで試験されたが、受注には至らなかった。
KMDBは、軍用トラクターも製造しており、他にも、訓練用具とシミュレータや、ソ連の戦車やAPCの改良パッケージの製造も行っている。
世界的に珍しい水平対向ピストンエンジンを生産しており、3気筒の3TD、5気筒の5TD、6気筒の6TDというディーゼルエンジンがラインアップしており、T-84には6TD-2が使用されるなど特殊車両用と、モーターボート等の特殊用途に使用されている。